# The Golden Apples of the Sun
| Оценки критиков               | Оценки критиков |
| Источник                      | Оценка          |
| ----------------------------- | --------------- |
| AllMusic                      | [ 1 ]           |
| Encyclopedia of Popular Music | [ 2 ]           |
| The Rolling Stone Album Guide | [ 3 ]           |

The Golden Apples of the Sun — второй студийный альбом американской певицы Джуди Коллинз, выпущенный в 1962 году на лейбле Elektra Records. Альбом состоит как из народных, так и из авторских песен. Аккомпанировали певице Уолтер Райм и на второй гитаре и Билл Ли на басу. Продюсером альбома стал Джек Хольцман.

## Отзывы критиков
Брюс Эдер в обзоре для AllMusic поставил альбому три звезды из пяти и отметил, что данный лонгплей многим отличается предыдущего, хотя бы манерой исполнения Коллинз — менее резкой и более уверенной. Он также заметил, что певица органична как в английских балладах, таких как «Fannerio», так и в госпел-мелодиях, таких как «Twelve Gates to the City».

## Список композиций
Слова и музыка всех песен — народные, за исключением отмеченных.
| №  | Название                        | Автор(ы)   | Длительность |
| -- | ------------------------------- | ---------- | ------------ |
| 1. | «Golden Apples Of The Sun»      |            | 3:55         |
| 2. | «Bonnie Ship The Diamond»       |            | 2:19         |
| 3. | «Little Brown Dog»              |            | 3:12         |
| 4. | «Twelve Gates To The City»      | Гари Дэвис | 3:17         |
| 5. | «Christ Child Lullaby»          |            | 2:55         |
| 6. | «Great Selchie Of Shule Skerry» |            | 5:03         |

| №  | Название                 | Автор(ы)     | Длительность |
| -- | ------------------------ | ------------ | ------------ |
| 1. | «Tell Me Who I’ll Marry» |              | 3:46         |
| 2. | «Fannerio»               |              | 3:05         |
| 3. | «Crow On The Cradle»     | Сидни Картер | 3:25         |
| 4. | «Lark In The Morning»    |              | 0:56         |
| 5. | «Sing Hallelujah»        | Майк Сеттл   | 2:39         |
| 6. | «Shule Aroon»            |              | 3:17         |